# اندواری
اندواری (در زبان نورس باستان به معنی محتاط و مراقب) در اساطیر اسکاندیناوی، دورفی بود که می‌توانست در مواقع خطر خود را به شکل ماهی درآورد. اطلاعات زیادی از این دورف در ادبیات نورس کهن در دسترس نیست، اما او در زیر آبشاری زندگی می‌کرد و با کمک حلقهٔ جادویی «اندوارانات» خود به جمع‌آوری گنجینه‌ای می‌پرداخت. اندواری توسط ایزد شرارت لوکی، و با کمک ایزدبانوی دریاها رن به دام افتاد و مجبور شد تمام طلاها و حلقهٔ خود را به آن‌ها واگذار کند. او سعی کرد حلقه را نزد خود نگاه دارد تا بوسیلهٔ آن بتواند دوباره به جمع‌آوری طلا بپردازد، اما لوکی حلقه را هم از او گرفت. چنین شد که آن دورف تمام گنجینه دزدیده شده را نفرین کرد تا بدست هر کس که افتد او را دچار مصیبت و حادثه سازد. این گنجینه بعدها توسط ایزدان باید پرداخت خون اوتر، به پدرش هریدمار داده شد. این افسانه بعدها مقدمه‌ای برای شروع نیبلونگ ساگا گشت.
حلقهٔ اندوارانات بعدها به دست اژدهای فافنیر، سپس زیگفرید، برونهیلد و پس از مرگ آن‌ها، گونار گنجینه را در غار رها کرد. سال‌ها بعد دورف اندواری گنج خود را درون غار پیدا کرد اما حلقه برای همیشه ناپدید شد.